# Evgueni Goloubev
Pour les articles homonymes, voir Goloubev.
Evgueni Kirillovitch Goloubev (en russe : Евге́ний Кири́ллович Го́лубев, Moscou, 3 février 1910 (16 février 1910 dans le calendrier grégorien) – Moscou, 25 décembre 1988) est un compositeur et pédagogue russe de la période soviétique.

## Biographie
Goloubev est d'abord petit chanteur dans le chœur de l'église. À partir de 1931, il reçoit l'enseignement de Nikolaï Miaskovski au Conservatoire de Moscou pour la composition. En 1935, il a également pris des cours privés avec Prokofiev et le piano avec Feinberg. Il sort diplômé en 1936.
De 1937 à 1959, il enseigne la polyphonie et dès 1938 la composition au conservatoire. Entre 1956 et 1959 et dirige le département composition. Parmi ses élèves figurent, Iosif Andriasov à partir de 1958 jusqu'en 1963, Alfred Schnittke, étudiant de 1953 à 1958, Michael L. Geller, mais aussi Tatiana Nikolaïeva, Andreï Eschpaï, Andreï Golovine et Khrennikov. 
En tant que compositeur, il laisse au moins vingt-quatre quatuors à cordes, sept Symphonies, trois concertos pour piano – le dernier dédié et enregistré par Tatiana Nikolaïeva –, des concertos pour violon, violoncelle et alto, dix sonates pour piano (la sixième dédiée à  Miaskovski), des sonates pour violon, violoncelle et trompette (1956) (la dernière est dédiée à Sergueï Nikolaïevitch Yeryomin), et des Quintettes : un pour cordes avec piano et un avec harpe, parmi d'autres œuvres. Ce quintette avec harpe est l'une des seules œuvres qui est encore parfois joué.
Le label Melodiya a publié plusieurs disques microsillon de sa musique, notamment les trois concertos pour piano, deux de ses symphonies et quelques œuvres de musique de chambre, ainsi que mélodies, qui sont plus facilement disponibles. Certains de ces disques étant réédités sur disque compact. Melodiya a réédité l'enregistrement du troisième concerto pour piano et la quatrième sonate pour piano par Nikolayeva, œuvres datées de 1942 et 1943.

## Discographie
- Concerto pour piano no 3 - Tatiana Nikolaïeva, piano ; dir. Nikolaï Anossov (Melodiya)
- Quintette pour harpe et quatuor à cordes en ut mineur, op. 39 - Vera Doulova, harpe ; Quatuor Komitas (1995, Russian Disc) (OCLC 900874433)